# Schönster Bahnhof Österreichs

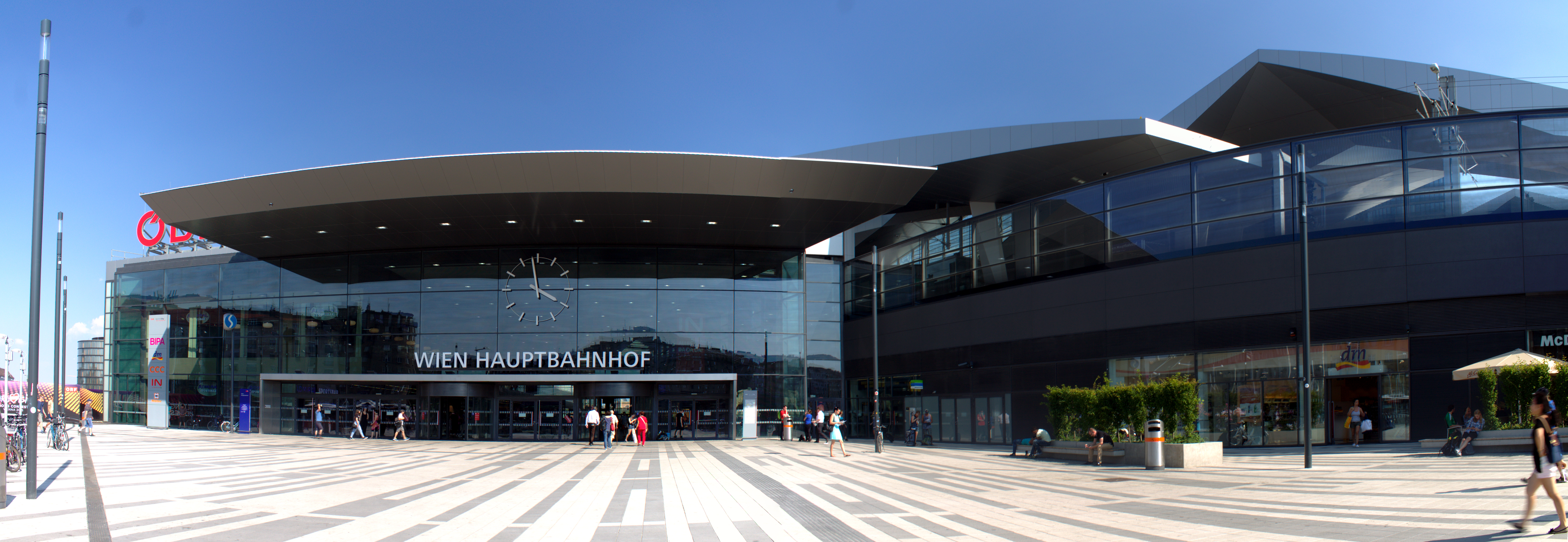
Wien Hauptbahnhof, 2015 első helyezettje

A Schönster Bahnhof Österreichs egy vasútállomások közötti verseny Ausztriában, melynek során 2003-tól minden évben az ország három legjobb vasútállomását díjazzák.

## Helyezettek
| Év   | 1. helyezett          | 2. helyezett                               | 3. helyezett                              |
| ---- | --------------------- | ------------------------------------------ | ----------------------------------------- |
| 2003 | Graz Hauptbahnhof     | Salzburg Hauptbahnhof                      | Villach Hauptbahnhof                      |
| 2004 | Graz Hauptbahnhof     | Innsbruck Hauptbahnhof                     | Wien Westbahnhof                          |
| 2005 | Linz Hauptbahnhof     | Graz Hauptbahnhof                          | Innsbruck Hauptbahnhof                    |
| 2006 | Linz Hauptbahnhof     | Innsbruck Hauptbahnhof                     | Graz Hauptbahnhof                         |
| 2007 | Linz Hauptbahnhof     | Klagenfurt Hauptbahnhof                    | Wiener Neustadt Hauptbahnhof              |
| 2008 | Linz Hauptbahnhof     | Innsbruck Hauptbahnhof                     | Graz Hauptbahnhof                         |
| 2009 | Linz Hauptbahnhof     | Graz Hauptbahnhof                          | Innsbruck Hauptbahnhof                    |
| 2010 | Linz Hauptbahnhof     | Innsbruck Hauptbahnhof                     | Graz Hauptbahnhof                         |
| 2011 | Linz Hauptbahnhof     | Innsbruck Hauptbahnhof                     | Graz Hauptbahnhof                         |
| 2012 | Wien Westbahnhof      | Linz Hauptbahnhof                          | Graz Hauptbahnhof                         |
| 2013 | Wien Westbahnhof      | Linz Hauptbahnhof                          | Salzburg Hauptbahnhof                     |
| 2014 | Linz Hauptbahnhof     | Salzburg Hauptbahnhof                      | Wien Westbahnhof                          |
| 2015 | Wien Hauptbahnhof     | Linz Hauptbahnhof és Salzburg Hauptbahnhof | -                                         |
| 2016 | Salzburg Hauptbahnhof | Wien Hauptbahnhof                          | Wien Mitte és Wien Westbahnhof            |
| 2017 | Wien Hauptbahnhof     | Salzburg Hauptbahnhof Wien Westbahnhof     | Graz Hauptbahnhof                         |
| 2018 | Wien Hauptbahnhof     | St. Pölten Hauptbahnhof                    | Salzburg Hauptbahnhof                     |
| 2019 | Wien Hauptbahnhof     | Salzburg Hauptbahnhof                      | Klagenfurt Hauptbahnhof                   |
| 2020 | Wien Hauptbahnhof     | Salzburg Hauptbahnhof                      | Graz Hauptbahnhof St. Pölten Hauptbahnhof |
| 2021 | Wien Hauptbahnhof     | Klagenfurt Hauptbahnhof                    | Salzburg Hauptbahnhof                     |
| 2022 | Wien Hauptbahnhof     | Salzburg Hauptbahnhof                      | St. Pölten Hauptbahnhof                   |
| 2023 | Wien Westbahnhof      | St. Pölten Hauptbahnhof                    | Graz Hauptbahnhof                         |

## Képgaléria

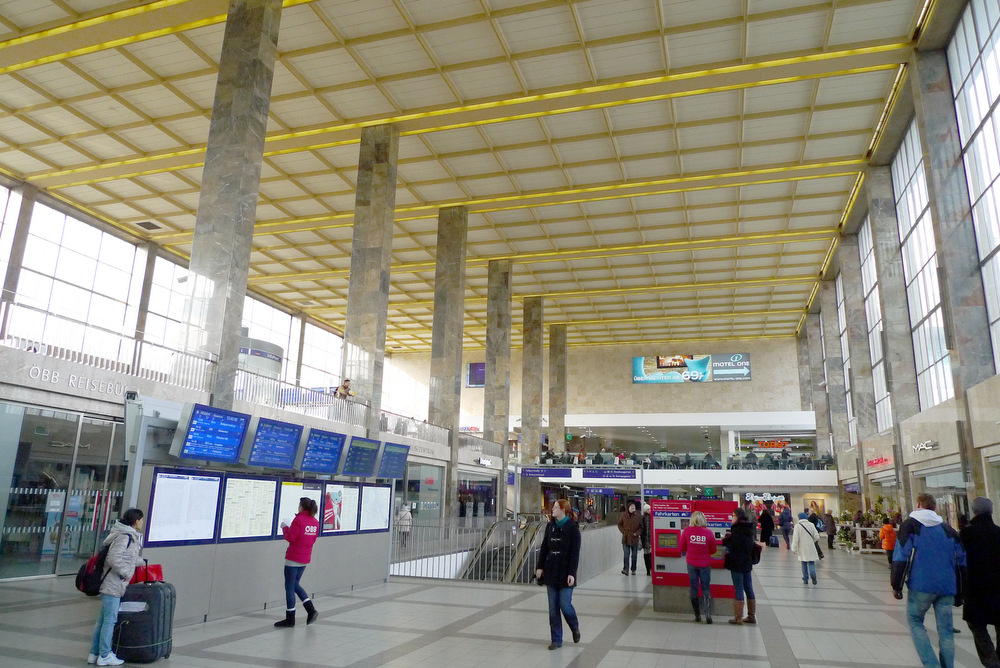
A Wiener Westbahnhof
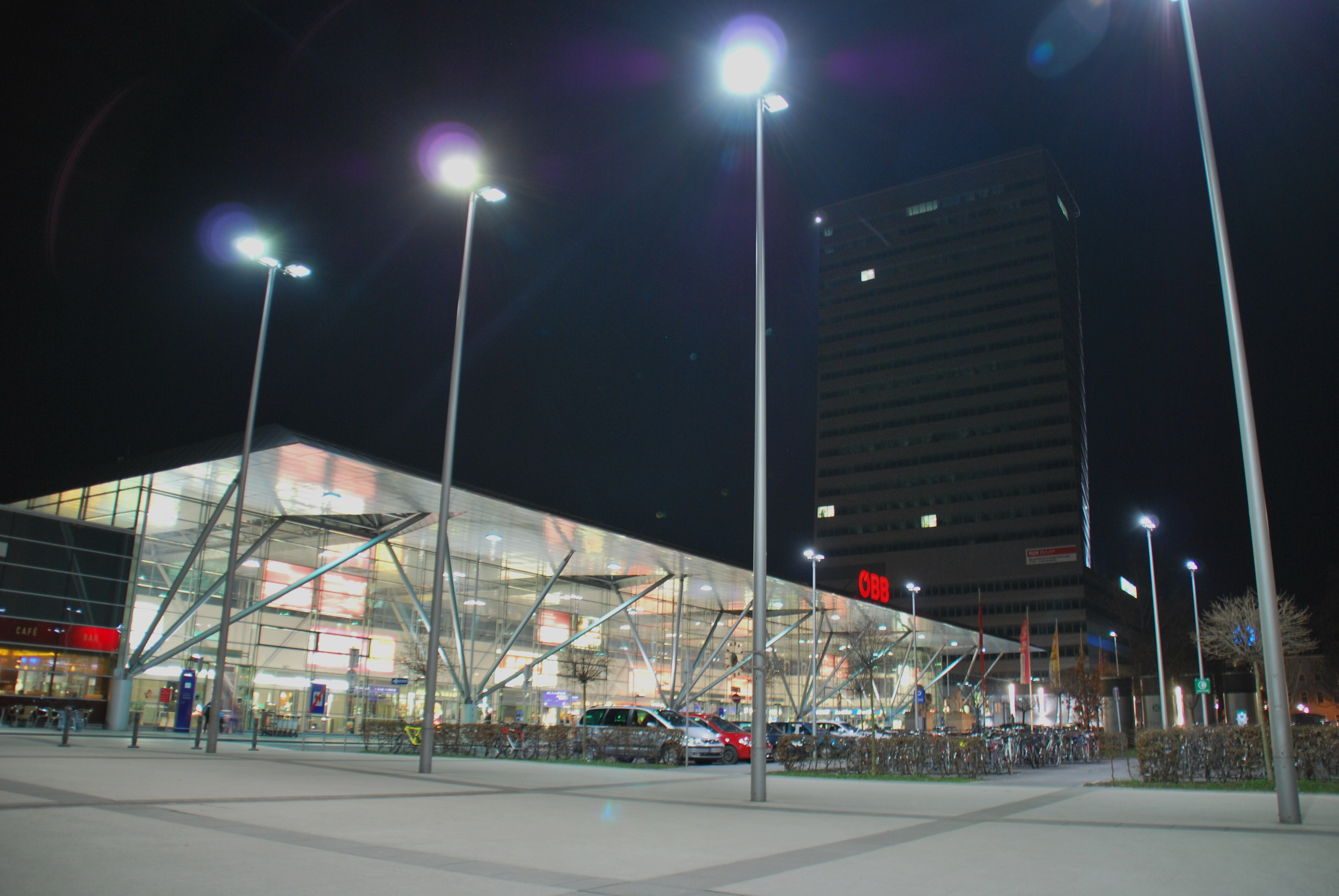
A Linzer Hauptbahnhof
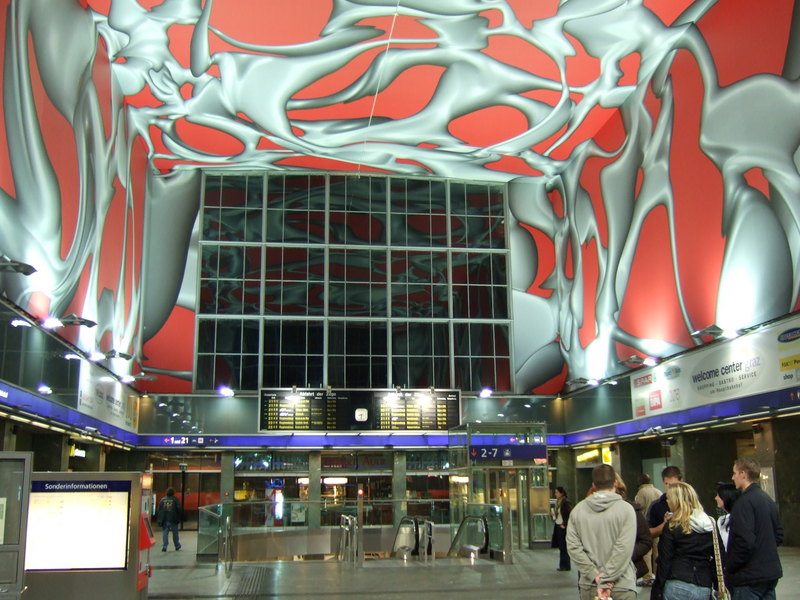
A Graz Hauptbahnhof
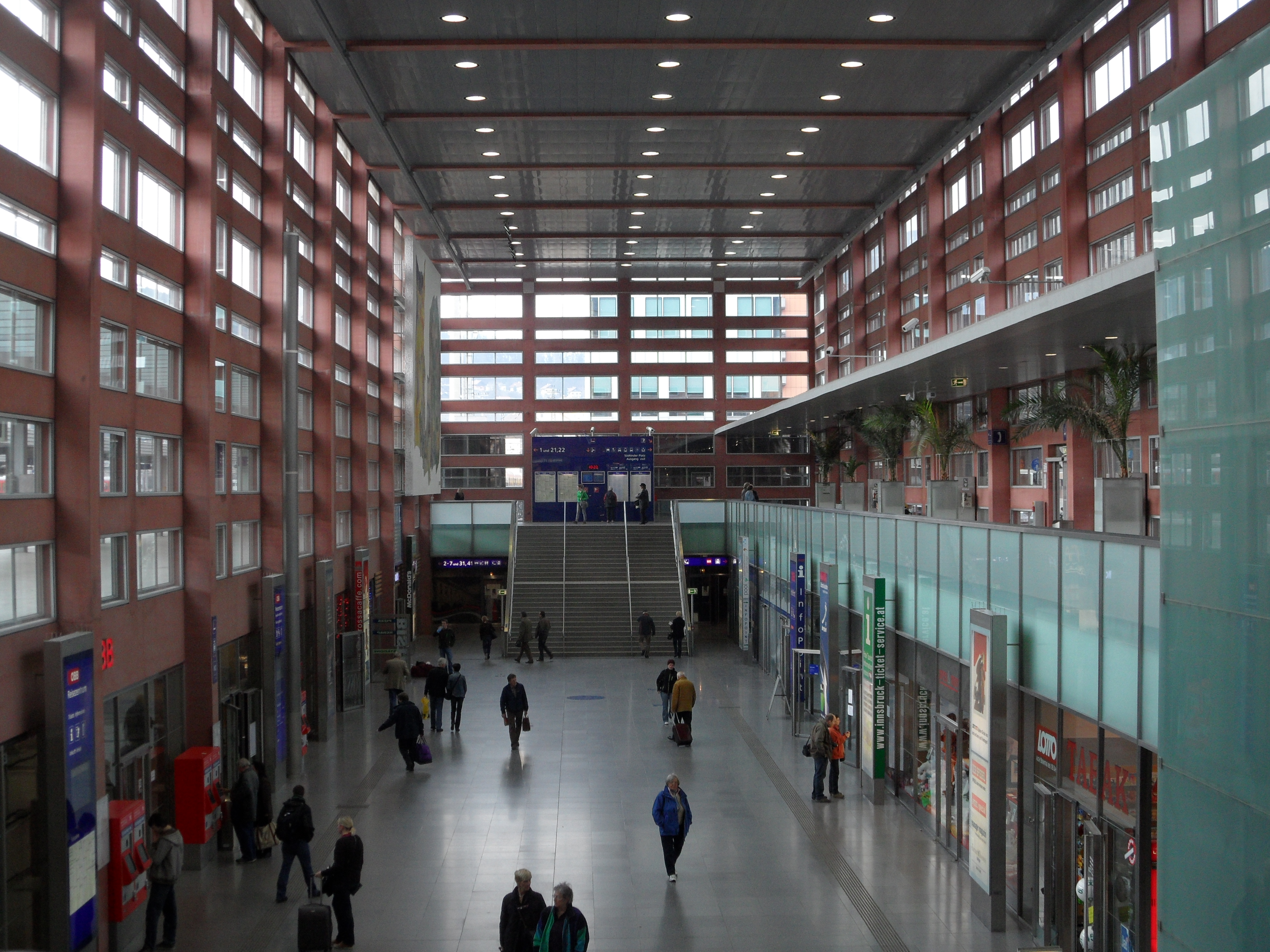
Az Innsbruck Hauptbahnhof
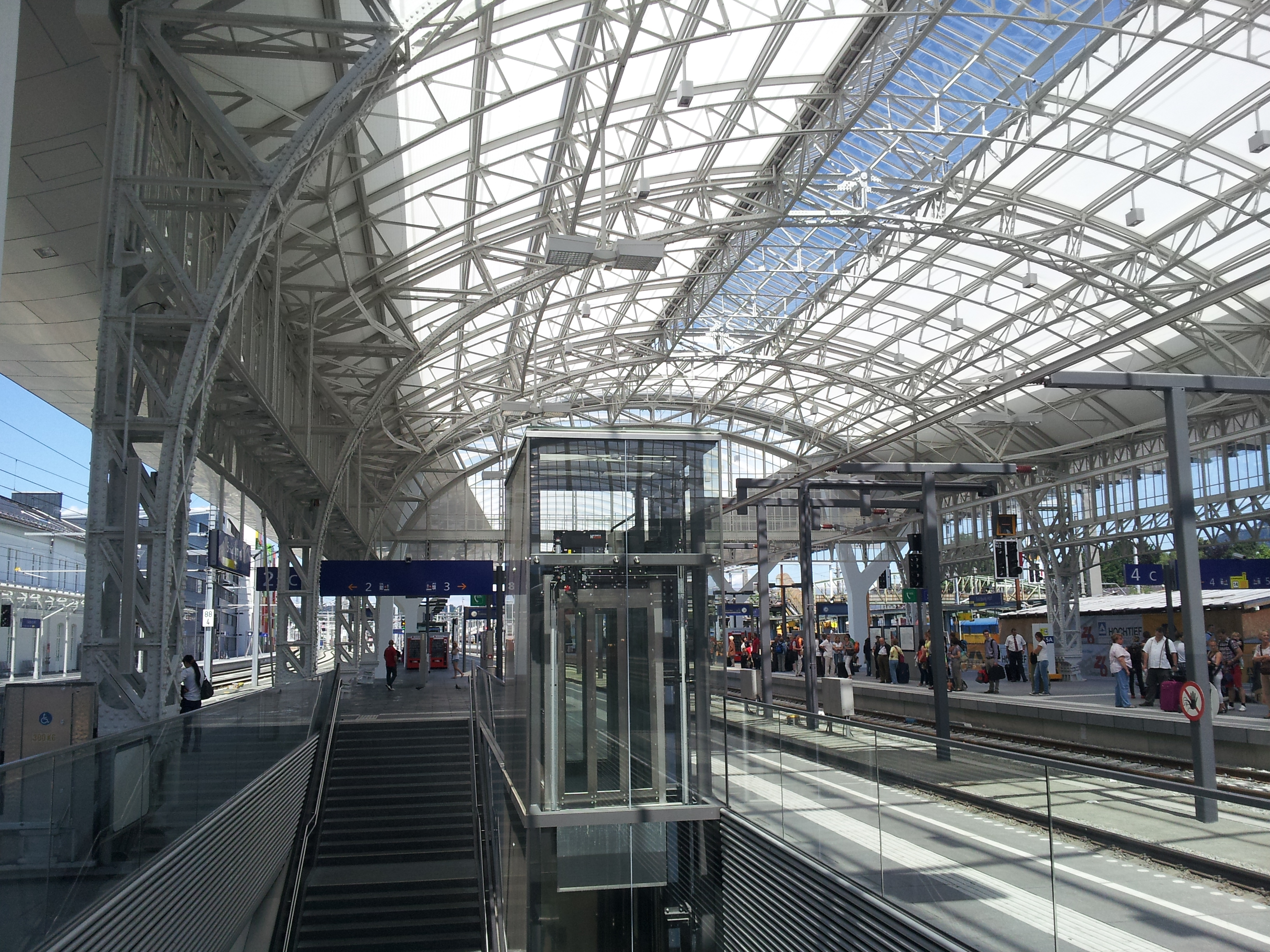
A Salzburg Hauptbahnhof vágányai
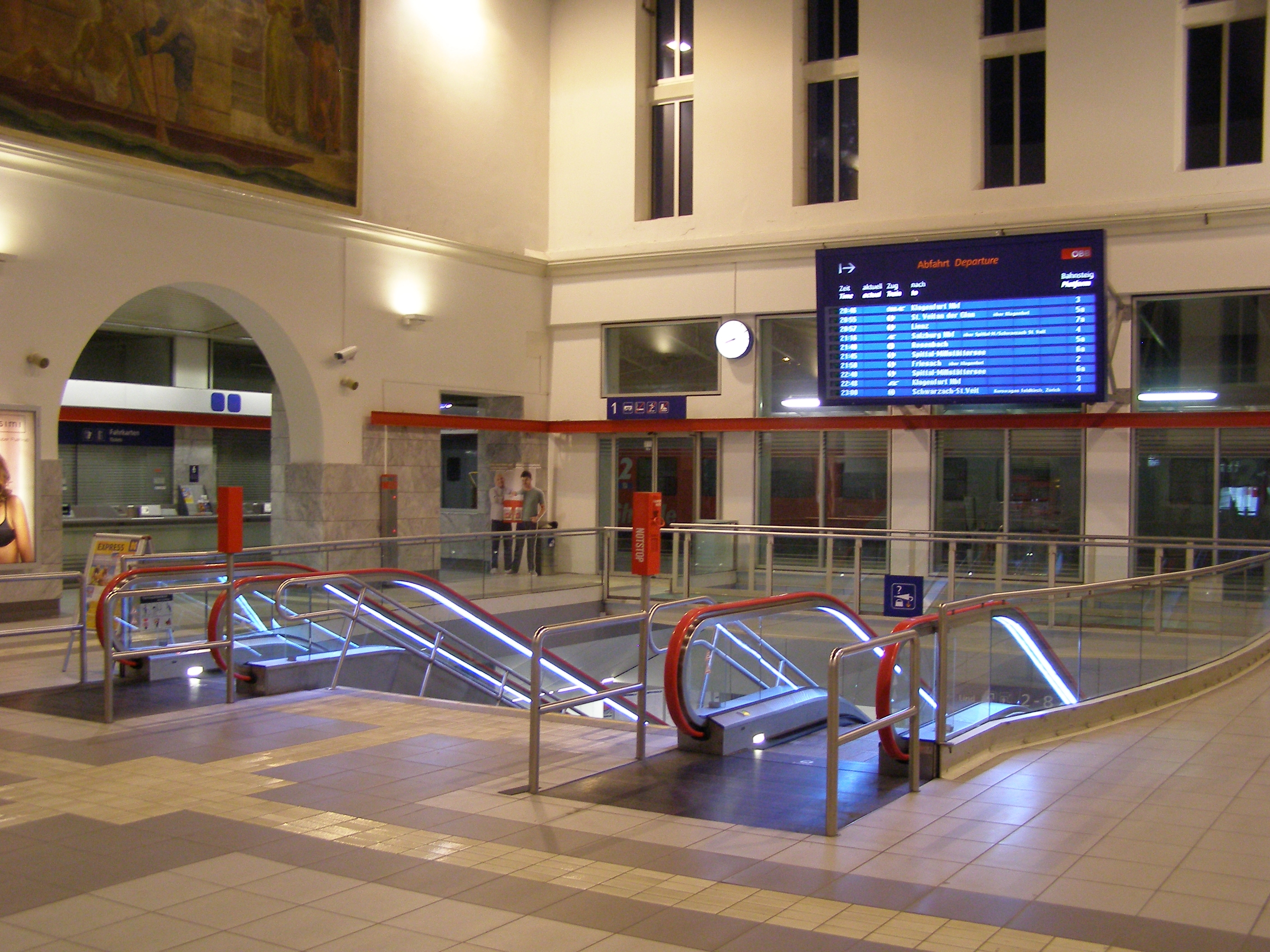
A Villach Hauptbahnhof
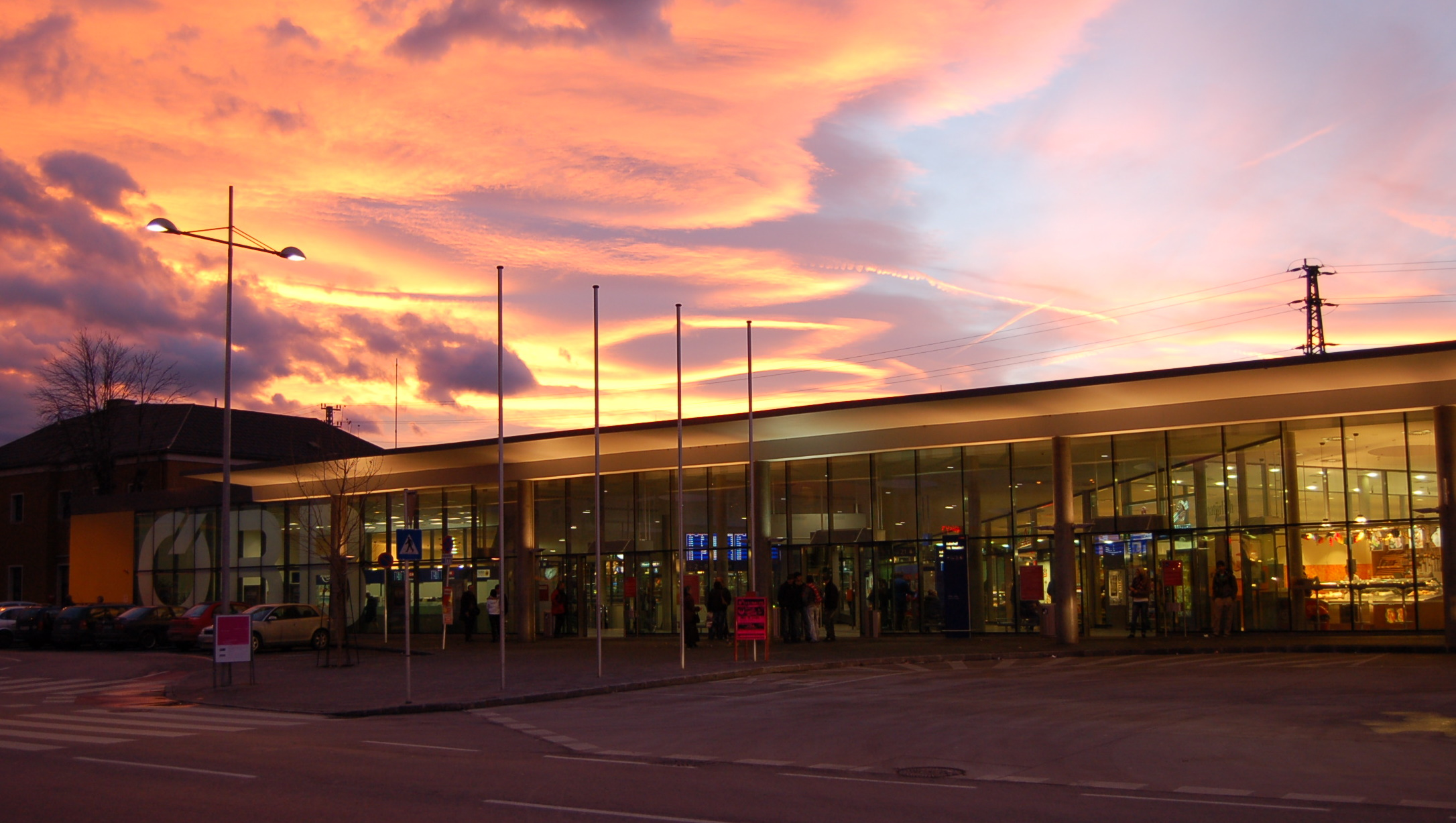
Wiener Neustädter Hauptbahnhof
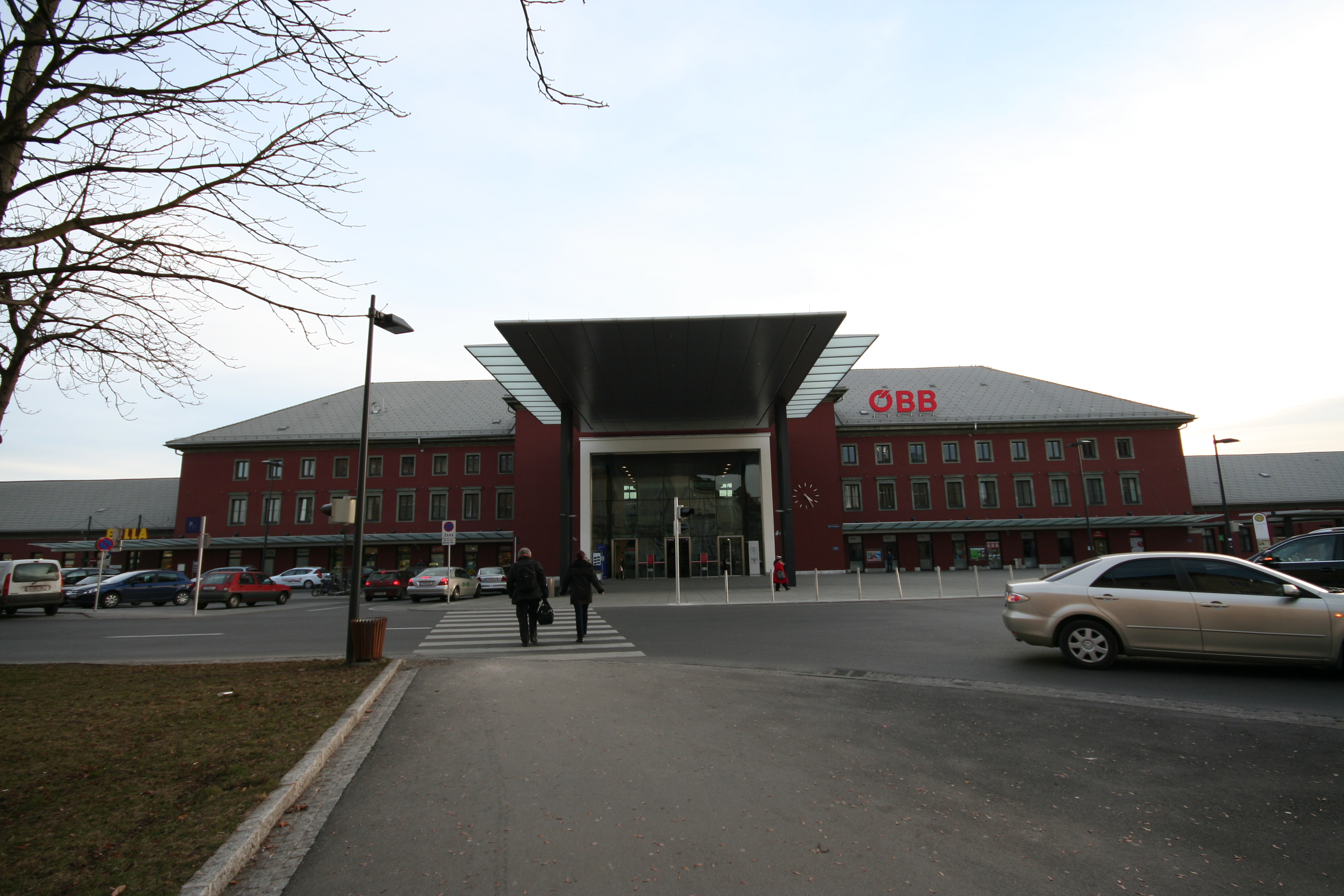
Klagenfurt Hauptbahnhof